# Carlo Baccarini (doppiatore)
Carlo Baccarini (Forlì, 13 marzo 1930 – Roma, 31 ottobre 2006) è stato un doppiatore e direttore del doppiaggio italiano.

## Biografia
Figlio dell'attrice e doppiatrice Laura Carli e padre della showgirl e cantante Maria Laura Baccarini, è stato il vicepresidente, direttore amministrativo e socio fondatore della CVD dal 1970, dove ha lavorato fino alla morte in esclusiva come doppiatore e direttore del doppiaggio. Tra i tanti personaggi doppiati, si ricordano il comandante Eric Lassard nei diversi film della serie Scuola di polizia, Barbalbero nei film tratti da Il Signore degli Anelli di Peter Jackson e Massimo Marone nella soap opera Beautiful.
Come attore ha recitato nel film L'arcangelo (1969), di Giorgio Capitani. Lavorò anche alla radio, in alcuni programmi come Gran varietà, dove partecipò all'edizione del decennale nel luglio del 1976, e in Più di così..., accanto a Giusi Raspani Dandolo, sempre nel 1976.
È morto a Roma il 31 ottobre 2006, all'età di 76 anni. È sepolto al Cimitero Flaminio.

## Doppiaggio

### Cinema
- George Gaynes in Scuola di polizia 2 - Prima missione, Scuola di polizia 3 - Tutto da rifare, Scuola di polizia 5 - Destinazione Miami, Scuola di polizia 6 - La città è assediata
- Burt Young in Amityville Possession, Da solo contro tutti
- Ramon Bieri in La rabbia giovane, Scusi, dov'è il West?
- John Rhys-Davies ne Il Signore degli Anelli - Le due torri, Il Signore degli Anelli - Il ritorno del re - Barbalbero
- Sala Baker ne Il Signore degli Anelli - La Compagnia dell'Anello - Sauron
- Philip Baker Hall in Insider - Dietro la verità
- John Beasley in A testa alta
- Ned Beatty ne L'uomo dai 7 capestri
- John Belushi in 1941 - Allarme a Hollywood
- Warren Berlinger in La corsa più pazza d'America
- Bourvil in La guerra segreta
- Bo Brundin in Roulette russa
- Armando Calvo in Satanik
- Joseph A. Carpenter in Una storia vera
- John Carradine ne L'occhio nel triangolo
- Luciano Catenacci in Si può fare... amigo
- Geoffrey Chater in Barry Lyndon
- James Coco in Invito a cena con delitto
- Michael Constantine in Il mio grosso grasso matrimonio greco
- Pat Corley in Due vite in gioco
- Keith David in Mr. & Mrs. Smith
- Louis de Funès in Una ragazza a Saint-Tropez
- Rudy De Luca in Alta tensione
- Sandro Dori in Le piacevoli notti
- Jean-Claude Drouot in Le straordinarie avventure di Pinocchio
- Robert Duvall in Agente 373 Police Connection
- George Dzundza in Pensieri pericolosi
- Daniel Emilfork in La città perduta
- Néstor Garay in Sono un fenomeno paranormale
- Ronny Graham in Essere o non essere
- Richard Griffiths ne Il mistero di Sleepy Hollow
- Ron Haddrick in Carabina Quigley
- David Huddleston in La storia di Babbo Natale
- James Earl Jones in Conan il barbaro
- Ken King in Jade
- Udo Kroschwald in Il pianista
- Yaphet Kotto in Alien
- Walter Matthau ne La strana coppia 2
- Leo McKern in Ladyhawke
- Gabriel Monnet in Cyrano de Bergerac
- Milo O'Shea in Il verdetto
- Robert Prosky in Christine - La macchina infernale
- Brian Reddy in Schegge di paura
- Richard Riehle in L'agguato - Ghosts from the Past
- Colgate Salsbury in La signora ammazzatutti
- Eric Sykes in Harry Potter e il calice di fuoco
- Vic Tayback in Alice non abita più qui
- Reginald VelJohnson in 58 minuti per morire - Die Harder
- Orson Welles in L'infernale Quinlan (ridoppiaggio)
- Jack Oakie in Il grande dittatore (ridoppiaggio)
- Leo Bulgakov in Per chi suona la campana (ridoppiaggio 2003)

### Animazione
- Gongolo in Biancaneve e i sette nani (ridoppiaggio del 1972)
- Imperatore della Cina in Mulan, Mulan II
- Big Al in The Country Bears - I favolorsi[2]
- Signor Arrow ne Il pianeta del tesoro
- Cornacchia in Valiant - Piccioni da combattimento
- Matteo Polo in Le avventure di Marco Polo
- Orrendus in Il brutto anatroccolo
- Capitano in Hunter × Hunter

### Televisione
- Gianni Cavina in Una lepre con la faccia di bambina
- René Deltgen in Heidi
- Paul Dooley in Desperate Housewives
- Richard Egan in Capitol
- Alan Fudge in Settimo cielo
- Lucky Grills in L'ispettore Bluey
- Eddie Jones in Lois & Clark - Le nuove avventure di Superman (2ª voce)
- Michael Pataki in L'Uomo Ragno colpisce ancora
- Alan Scarfe in La leggenda di Earthsea
- George Sewell in UFO
- Patrick Troughton in La corona del diavolo

## Filmografia
- L'arcangelo, regia di Giorgio Capitani (1969)